# Yoshikata Yoda
Yoshikata Yoda (依田義賢, Yoda Yoshikata) est un scénariste japonais né le 14 avril 1909 et mort le 14 novembre 1991.

## Biographie
Yoshikata Yoda a participé à l'écriture de plus de 130 films entre 1931 et 1989. De 1936 à 1956, il fut notamment l'un des principaux collaborateurs de Kenji Mizoguchi, avec lequel il a écrit vingt-cinq films. Il a reçu en 1992 un Award d'honneur de la Japanese Academy à titre posthume.

## Filmographie partielle
- 1931 : Le Port sans mer (海のない港, Umi no nai minato?) de Minoru Murata
- 1932 : Minato no jojōshi (港の抒情詩?) de Genjirō Saegusa (ja)
- 1934 : Jūgo ni saku (銃後に咲く?) de Satoshi Taguchi (ja)
- 1936 : L'Élégie d'Osaka (浪華悲歌, Naniwa erejii?) de Kenji Mizoguchi
- 1936 : Les Sœurs de Gion (祇園の姉妹, Gion no shimai?) de Kenji Mizoguchi
- 1937 : L'Impasse de l'amour et de la haine (愛怨峡, Aien kyō?) de Kenji Mizoguchi
- 1938 : Ah ! Le Pays natal (あゝ故郷, Ā kokyo?) de Kenji Mizoguchi
- 1938 : Ajia no musume (亜細亜の娘?) de Shigeo Tanaka
- 1939 : Bunbuku chagama (文福茶釜?) de Shigeru Mokudō
- 1939 : Conte des chrysanthèmes tardifs (残菊物語, Zangiku monogatari?) de Kenji Mizoguchi
- 1940 : La Femme de Naniwa (浪花女, Naniwa onna?) de Kenji Mizoguchi
- 1941 : La Vie d'un acteur (芸道一代男, Geidō ichidai otoko?) de Kenji Mizoguchi
- 1941 : La Vengeance des 47 rōnin (元禄忠臣蔵 前篇, Genroku chūshingura?) de Kenji Mizoguchi
- 1944 : Kikuchi senbon-yari: Shidonii tokubetsu kōgeki-tai (菊池千本槍 シドニー特別攻撃隊?) de Tomiyasu Ikeda et Sentarō Shirai (ja)
- 1946 : Cinq femmes autour d'Utamaro (歌麿をめぐる五人の女, Utamaro o meguru gonin no onna?) de Kenji Mizoguchi
- 1947 : L'Amour de l'actrice Sumako (女優須磨子の恋, Joyū Sumako no koi?) de Kenji Mizoguchi
- 1948 : Femmes de la nuit (夜の女たち, Yoru no onnatachi?) de Kenji Mizoguchi
- 1949 : Flamme de mon amour (我が恋は燃えぬ, Waga koi wa moenu?) de Kenji Mizoguchi
- 1950 : Le Lointain Pays de ma mère (遙かなり母の国, Harukanari haha no kuni?) de Daisuke Itō
- 1950 : Fukkatsu (復活?) d'Akira Nobuchi
- 1950 : Le Destin de madame Yuki (雪夫人絵図, Yuki fujin ezu?) de Kenji Mizoguchi
- 1951 : Le Palanquin mystérieux (おぼろ駕籠, Oborokago?) de Daisuke Itō
- 1951 : Miss Oyu (お遊さま, Oyū-sama?) de Kenji Mizoguchi
- 1951 : La Dame de Musashino (武蔵野夫人, Musashino fujin?) de Kenji Mizoguchi
- 1951 : Cinq hommes d'Edo (大江戸五人男, Ōedo gonin otoko?) de Daisuke Itō
- 1952 : La Vie d'O'Haru femme galante (西鶴一代女, Saikaku ichidai onna?) de Kenji Mizoguchi
- 1953 : Les Contes de la lune vague après la pluie (雨月物語, Ugetsu monogatari?) de Kenji Mizoguchi
- 1953 : Les Musiciens de Gion (祇園囃子, Gion bayashi?) de Kenji Mizoguchi
- 1954 : L'Intendant Sansho (山椒大夫, Sanshō dayū?) de Kenji Mizoguchi
- 1954 : Une femme dont on parle (噂の女, Uwasa no onna?) de Kenji Mizoguchi
- 1954 : Les Amants crucifiés (近松物語, Chikamatsu monogatari?) de Kenji Mizoguchi
- 1955 : L'Impératrice Yang Kwei-Fei (楊貴妃, Yōkihi?) de Kenji Mizoguchi
- 1955 : L'Amour de Tojuro (藤十郎の恋, Tōjūrō no koi?) de Kazuo Mori
- 1955 : Le Héros sacrilège (新・平家物語, Shin heike monogatari?) de Kenji Mizoguchi
- 1956 : Le Chant de la brume (霧の音, Kiri no oto?) de Hiroshi Shimizu
- 1957 : Une histoire d'Osaka (大阪物語, Osaka monogatari?) de Kōzaburō Yoshimura
- 1957 : Les Demi-frères (異母兄弟, Ibo kyōdai?) de Miyoji Ieki
- 1959 : Le Chant de la carriole (荷車の歌, Niguruma no uta?) de Satsuo Yamamoto
- 1960 : Meurtre à Yoshiwara (花の吉原百人斬り, Hana no Yoshiwara hyaku-nin giri?) de Tomu Uchida
- 1961 : Harekosode (晴小袖?) de Kimiyoshi Yasuda
- 1961 : Kodachi o tsukau onna (小太刀を使う女?) de Kazuo Ikehiro
- 1961 : Tough Guy (悪名, Akumyō?) de Tokuzō Tanaka
- 1961 : Zoku akumyō (続悪名?) de Tokuzō Tanaka
- 1962 : La Lignée d'une femme (婦系図, Onna keizu?) de Kenji Misumi
- 1962 : Aru Osaka no onna (ある大阪の女?) d'Eizō Sugawa
- 1962 : La Renarde folle (恋や恋なすな恋, Koi ya koi nasuna koi?) de Tomu Uchida
- 1962 : Shin akumyō (新悪名?) de Kazuo Mori
- 1962 : Zoku shin akumyō (続新悪名?) de Tokuzō Tanaka
- 1963 : Daisan no akumyō (第三の悪名?) de Tokuzō Tanaka
- 1963 : Le Troisième mur (女系家族, Nyokei kazoku?) de Kenji Misumi
- 1963 : Contes cruels du Bushido (武士道残酷物語, Bushidō zankoku monogatari?) de Tadashi Imai
- 1963 : Akumyō ichiba (悪名市場?) de Kazuo Mori
- 1963 : Akumyō hatoba (悪名波止場?) de Kazuo Mori
- 1963 : Akumyō ichiban (悪名一番?) de Kazuo Mori
- 1965 : Akumyō nobori (悪名幟?) de Tokuzō Tanaka
- 1965 : Akumyō muteki (悪名無敵?) de Tokuzō Tanaka
- 1966 : Akumyō zakura (悪名桜?) de Tokuzō Tanaka
- 1967 : Akumyō ichidai (悪名一代?) de Kimiyoshi Yasuda
- 1967 : Deux sœurs mélancoliques à Kyoto (古都憂愁 姉いもうと, Koto yūshū: Ane imōto?) de Kenji Misumi
- 1967 : La Rivière des larmes (なみだ川, Namidagawa?) de Kenji Misumi
- 1968 : Akumyō jūhachiban (悪名十八番?) de Kazuo Mori
- 1968 : La Lanterne pivoine (牡丹燈籠, Botan-dōrō?) de Satsuo Yamamoto
- 1969 : Nemuri Kyoshiro manji giri (眠狂四郎卍斬り?) de Kazuo Ikehiro
- 1974 : Le Vaurien : la guerre des territoires (悪名 縄張荒らし, Akumyō : Shima arashi?)[3] de Yasuzō Masumura
- 1978 : Mademoiselle Ogin (お吟さま, Ogin-sama?) de Kei Kumai
- 1980 : La Tuile de Tenpyo ou Un océan à traverser (天平の甍, Tenpyō no iraka?) de Kei Kumai
- 1989 : La Mort d'un maître de thé (千利休 本覺坊遺文, Sen no Rikyū: Honkakubō ibun?) de Kei Kumai

## Distinctions
Sauf indication contraire, les informations mentionnées dans cette section peuvent être confirmées par la base de données cinématographiques IMDb,  présente dans la section « Liens externes ».

### Récompenses
- 1958 : prix Mainichi du meilleur scénario pour Une histoire d'Osaka et Les Demi-frères[4]
- 1990 : prix Kinema Junpō du meilleur scénario pour La Mort d'un maître de thé[5]
- 1992 : prix d'honneur pour l'ensemble de sa carrière aux Japan Academy Prize[2]

### Nominations
- 1990 : prix du meilleur scénario pour La Mort d'un maître de thé aux Japan Academy Prize[6]